# Kasa (Beamter)
Kasa (auch Saka) war ein frühägyptischer hoher Beamter, der unter König (Pharao) Hor Den (1. Dynastie) seinen Dienst versah.

## Name und Titel
Kasas Name ist durch zahlreiche Elfenbeinplaketten im Grab des Königs Den belegt. Als hoher Beamter trug er Titel wie „Sprecher von Nechen“ und „Augen des Königs“, wobei diese Titel in ihren Lesungen und Deutungen unsicher bleiben, da sie selten bezeugt sind.

## Grab
Seine Grabstätte ist unbekannt, es wird sich aber sehr wahrscheinlich um eine der noch anonymen Mastabas in Sakkara handeln. Dort wurden auch mehrere seiner Amtskollegen bestattet. Bis zum Beginn der 2. Dynastie war es altägyptische Tradition, dass ein Teil der Angehörigen des Königshauses dem Herrscher in den Tod folgen musste.